# Nazionale maschile under 17 di football americano della Danimarca
La nazionale di football americano Under-17 della Danimarca è la selezione maschile di football americano della DAFF, che rappresenta la Danimarca nelle varie competizioni ufficiali o amichevoli riservate a squadre nazionali Under-17.

## Dettaglio stagioni

### Tornei

#### Campionato nordico
| Stagione | regular season | regular season | regular season | regular season | regular season | regular season | playoff | playoff | playoff | playoff | playoff | playoff     | playoff    |
|          | Vin            | Par            | Per            | Tot            | PF             | PS             | Vin     | Per     | Tot     | PF      | PS      | risultato   | avversaria |
| -------- | -------------- | -------------- | -------------- | -------------- | -------------- | -------------- | ------- | ------- | ------- | ------- | ------- | ----------- | ---------- |
| 2011     |                |                |                |                |                |                | 0       | 2       | 2       | 13      | 56      | Terzo posto | Finlandia  |
| 2013     |                |                |                |                |                |                | 0       | 2       | 2       | 6       | 54      | Terzo posto | Svezia     |
| 2015     |                |                |                |                |                |                | 0       | 2       | 2       | 26      | 98      | Terzo posto | Finlandia  |
|          |                |                |                |                |                |                |         |         |         |         |         |             |            |
| Totale   |                |                |                |                |                |                | 0       | 6       | 6       | 45      | 208     |             |            |

Fonte: luckyshow.org

### Riepilogo partite disputate
| Anno | Luogo  | Evento             | Fase del torneo | Incontro                     | Risultato |
| 2011 | Odense | Campionato nordico |                 | Danimarca - Svezia           | 3 - 26    |
| 2011 | Odense | Campionato nordico |                 | Finlandia - Danimarca        | 30 - 10   |
| 2013 | Vantaa | Campionato nordico |                 | Danimarca Bianca - Finlandia | 6 - 35    |
| 2013 | Vantaa | Campionato nordico |                 | Svezia - Danimarca Bianca    | 19 - 0    |
| 2015 | Örebro | Campionato nordico |                 | Danimarca 1 - Svezia         | 23 - 57   |
| 2015 | Örebro | Campionato nordico |                 | Finlandia - Danimarca 1      | 41 - 3    |

#### Team di sviluppo
| Anno | Luogo  | Evento             | Fase del torneo | Incontro                       | Risultato |
| 2011 | Odense | Campionato nordico |                 | Danimarca II - Svezia II       | 7 - 24    |
| 2013 | Vantaa | Campionato nordico |                 | Svezia II - Danimarca Rossa    | ? - ?     |
| 2013 | Vantaa | Campionato nordico |                 | Danimarca Rossa - Finlandia II | 20 - 26   |

## Confronti con le altre nazionali
Questi sono i saldi della Danimarca nei confronti delle nazionali incontrate.

### Saldo negativo
| Nazionale | Giocate | Vinte | Pareggiate | Perse | PF | PS  | Ultima vittoria | Ultimo pari | Ultima sconfitta |
| --------- | ------- | ----- | ---------- | ----- | -- | --- | --------------- | ----------- | ---------------- |
| Svezia    | 3       | 0     | 0          | 3     | 26 | 102 | -               | -           | 2015             |
| Finlandia | 3       | 0     | 0          | 3     | 19 | 106 | -               | -           | 2015             |